# Wereld Bijendag
Wereld Bijendag is een internationale dag om de rol van bijen en andere bestuivers voor het ecosysteem te vieren.
De lidstaten van de VN hebben in december 2017 het voorstel van Slovenië om 20 mei uit te roepen tot Wereld Bijendag aangenomen. Er is voor 20 mei als datum gekozen, omdat dit de geboortedag is van de in 1734 geboren Anton Janša. Janša is bekend als een pionier in de imkerij.